# 666 (číslo)
Šest set šedesát šest je přirozené číslo. Následuje po číslu šest set šedesát pět a předchází číslu šest set šedesát sedm. Řadová číslovka je šestistý šedesátý šestý nebo šestistýšestašedesátý. Římskými číslicemi se zapisuje DCLXVI a řeckými číslicemi χξς.

## Matematika
666 je:
- Abundantní číslo
- Součet prvních 36 přirozených čísel, a tedy trojúhelníkové číslo
- Nešťastné číslo
- Nepříznivé číslo
- Sinus úhlu 666° násobený číslem −2 se rovná konstantě zlatého řezu:

{\displaystyle -2\sin 666^{\circ }=2\sin 54^{\circ }=2\cos 36^{\circ }=\varphi \,={\frac {1+{\sqrt {5}}}{2}}=1,61803\,39887\ldots \,}

## Astronomie
- (666) Desdemona je planetka hlavního pásu, kterou objevil v roce 1908 August Kopff

## Ostatní
- Číslo 666 (někdy též 616) je v Bibli označováno jako číslo šelmy.[1] Je to název konceptu, který je zmiňován v knize Zjevení svatého Jana Nového zákona, podle něhož je určité konkrétní číslo charakteristickým označením Antikrista. Z tohoto důvodu je toto číslo oblíbené v satanismu.
- Pro své nešťastné konotace se také stává předmětem recese[2]

## Roky
- 666
- 666 př. n. l.